# إدي شيفر
إدي شيفر (بالإنجليزية: Eddie Cheever)‏ مواليد 10 يناير 1958 في أريزونا، الولايات المتحدة، هو سائق فورملا 1 أمريكي بدأ مسيرته الاحترافية سنة 1978. كان أول سباق له هو جائزة الأرجنتين الكبرى 1978. خاض خلال مسيرته 143 سباقاً.

## سباقات شارك فيها
- لو مان 24 ساعة
- بطولة العالم للكارتينغ
- بطولة العالم للسيارات الرياضية
- البطولة الأمريكية لسباق السيارات
- سلسلة إندي كار
- إنديانابوليس 500

## روابط خارجية
- إدي شيفر على موقع Racing-Reference.info (الإنجليزية)
- إدي شيفر على موقع DriverDB.com (الإنجليزية)